# Mateusz Szczurek
Mateusz Szczurek (ur. 11 sierpnia 1975 w Warszawie) – polski ekonomista, doktor nauk ekonomicznych, w latach 2013–2015 minister finansów.

## Życiorys
Studiował m.in. na University of Sussex i Wydziale Nauk Ekonomicznych Uniwersytetu Warszawskiego, gdzie w 1998 uzyskał tytuł zawodowy magistra. Na pierwszej z tych uczelni w 2005 obronił doktorat.
W 1997 został ekonomistą w banku ING. W 2011 objął funkcję głównego ekonomisty grupy ING na region Europy Środkowej i Wschodniej. Był prezesem (w latach 2003–2005) i współzałożycielem Stowarzyszenia Absolwentów Uniwersytetów Brytyjskich. Został członkiem Towarzystwa Ekonomistów Polskich.
20 listopada 2013 premier Donald Tusk zapowiedział jego nominację na stanowisko ministra finansów. 27 listopada 2013 prezydent Bronisław Komorowski powołał go na ten urząd. 22 września 2014 objął to samo stanowisko w rządzie Ewy Kopacz. Funkcję ministra pełnił do 16 listopada 2015.
W 2016 został członkiem Europejskiej Rady Budżetowej. W tym samym roku rozpoczął pracę w warszawskim biurze Europejskiego Banku Odbudowy i Rozwoju. W 2024 został członkiem zarządu Banku Gospodarstwa Krajowego.